# Tưởng Vĩ Quốc
Tưởng Vĩ Quốc (tiếng Trung: 蔣緯國; 6 tháng 10 năm 1916 – 22 tháng 9 năm 1997) là con nuôi của tổng thống Trung Hoa Dân Quốc Tưởng Giới Thạch, em nuôi của tổng thống Tưởng Kinh Quốc. Ông là cố tướng quân đội Trung Hoa Dân Quốc, và là một nhân vật quan trọng của Quốc Dân Đảng. Ông phục vụ trong Quân đội Đức Quốc xã trước khi tham gia Chiến tranh Trung-Nhật và Nội chiến Trung Quốc.

## Đầu đời
Ông sinh ra tại Tokyo khi Tưởng Giới Thạch và Quốc Dân Đảng bị Chính phủ Bắc Dương đày sang Nhật Bản, Tưởng Vĩ Quốc là con ruột của Đới Quý Đào và một phụ nữ Nhật Bản, Shigematsu Kaneko (重松 金子). Vĩ Quốc trước đây luôn phủ nhận bất kỳ tin đồn nào như vậy và khẳng định ông là con ruột của Tưởng Giới Thạch cho đến những năm cuối đời (1988), khi ông thừa nhận rằng ông chính là con nuôi.
Theo những nguồn đáng tin cậy, Đới Quý Đào cho rằng sự am hiểu về người Nhật sẽ phá hủy cuộc hôn nhân và sự nghiệp của ông, vì vậy ông giao Vĩ Quốc cho Tưởng Giới Thạch, sau khi Yamada Juntarō (山田 純 太郎) mang con đến Thượng Hải. Diêu Dã Thành (姚冶誠), một người vợ lẽ của Tưởng Giới Thạch vào thời điểm đó, đã nuôi nấng, chăm sóc Vĩ Quốc như con đẻ của mình.
Vĩ Quốc chuyển đến dòng họ Tưởng ở thị trấn Khê Khẩu, huyện Phụng Hóa vào năm 1920. Ông sau đó nghiên cứu khoa học tại Đại học Tô Châu.

## Đức Quốc xã

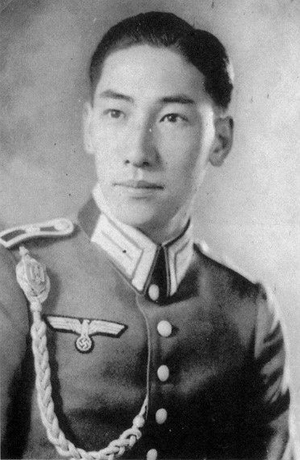
Vĩ Quốc khi còn phục vụ trong Wehrmacht

Với việc người anh em nuôi của mình là Tưởng Kinh Quốc bị Liên Xô bắt giữ làm con tin chính trị bởi Joseph Stalin, trước đây là một sinh viên học ở Moscow, Tưởng Giới Thạch đã gửi Vĩ Quốc đến Đức Quốc xã để học quân sự tại Kriegsschule ở Munich. Tại đây, ông tìm hiểu các học thuyết chiến thuật quân sự mới nhất của Đức, cách tổ chức và sử dụng vũ khí trên chiến trường hiện đại, chẳng hạn như học thuyết lấy cảm hứng từ Đức Maschinengewehr (Súng máy hạng trung, tại thời điểm này, MG-34) dẫn đầu đội hình, kết hợp các chi nhánh Phòng không và Thiết giáp vào cuộc tấn công bộ binh, v.v. Sau khi hoàn thành khóa huấn luyện này, Vĩ Quốc đã hoàn thành khóa huấn luyện chiến tranh Alpine chuyên biệt, do đó kiếm được phù hiệu tay áo Gebirgsjäger Edelweiss mà ông thèm muốn. Vĩ Quốc đã được thăng cấp lên Fahnenjunker, hoặc Ứng cử viên sĩ quan và nhận được dây buộc Schützenschnur.

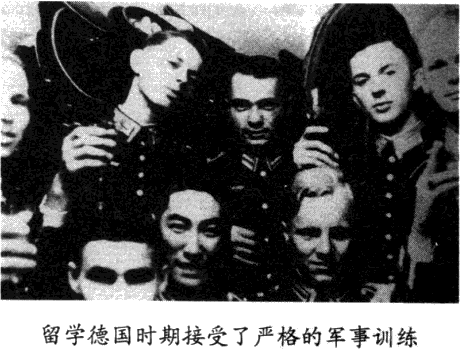

Vĩ Quốc chỉ huy một đơn vị Panzer tại Áo, tuyên truyền Anschluss năm 1938 với tư cách là Fähnrich, hoặc sĩ quan trung sĩ, dẫn một chiếc xe tăng vào nước đó; sau đó, ông được phong hàm Trung úy của một đơn vị Thiết giáp đang chờ xâm lược Ba Lan.  Trước khi được lệnh điều động, ông đã được triệu hồi về Trung Quốc để hỗ trợ nỗ lực chiến tranh chống lại quân Nhật xâm lược.

## Chiến tranh Trung-Nhật lần thứ hai
Sau khi được triệu hồi từ Đức, Tưởng Vĩ Quốc thay mặt cha là Tưởng Giới Thạch và Quốc dân đảng đến thăm Hoa Kỳ với tư cách là một vị khách quý của Quân đội Hoa Kỳ. Khi ở Hoa Kỳ, ông đã có những bài giảng chi tiết về các tổ chức và chiến thuật của quân đội Đức. Trong thời gian chiến tranh, Tưởng Vĩ Quốc quen biết với các tướng lĩnh ở Tây Bắc Trung Quốc và tổ chức một tiểu đoàn cơ giới hóa để chính thức tham gia vào Quốc dân Cách mệnh Quân. Vĩ Quốc đóng quân tại một đơn vị đồn trú ở Tây An vào năm 1941. Ngoài ra, ông đã dành một thời gian ở Ấn Độ để nghiên cứu về xe tăng tại Trường Thiết giáp Hoa Kỳ vào năm 1943. Ông trở thành Thiếu tá ở tuổi 28, Trung tá ở tuổi 29, Thượng tá ở tuổi 32 khi phụ trách một tiểu đoàn xe tăng, và sau đó ở Đài Loan, ông được phong hàm Thiếu tướng.

## Nội chiến Trung Quốc
Trong cuộc Nội chiến Trung Quốc, Tưởng Vĩ Quốc đã sử dụng các chiến thuật mà ông đã học được khi phục vụ tại Wehrmacht của Đức. Ông phụ trách một tiểu đoàn xe tăng M4 Sherman trong Chiến dịch Hoài Hải chống lại đội quân của Mao Trạch Đông, ghi được một số chiến công ban đầu. Mặc dù không đủ để giành chiến thắng trong chiến dịch, nhưng ông vẫn có thể quay trở lại mà không gặp vấn đề gì đáng kể.  Giống như nhiều binh lính và những người tị nạn của Quốc dân đảng, ông rút lui từ Thượng Hải đến Đài Loan và chuyển trung đoàn xe tăng của mình đến Đài Loan, trở thành một trung đoàn trưởng sức mạnh của quân đoàn thiết giáp đóng quân bên ngoài Đài Bắc.

## Đài Loan

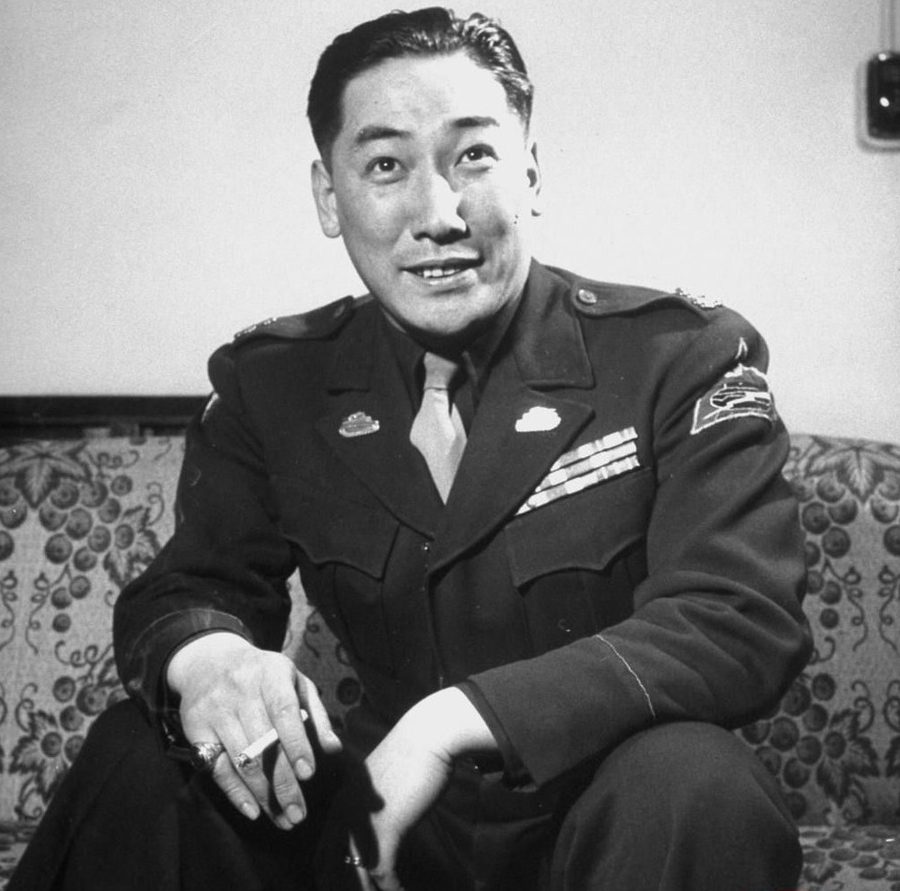
Tưởng Vĩ Quốc ở Đài Loan, 1950

Tưởng Vĩ Quốc tiếp tục giữ các chức vụ cấp cao trong quân đội sau khi Trung Hoa Dân Quốc rút lui về Đài Loan. Năm 1964, sau sự cố Hukou, cấp dưới của ông ta là Triệu Chí Hoa cố gắng đảo chính, Vĩ Quốc đã phải chịu hình phạt và không được nắm giữ bất kỳ quyền hạn nào trong quân đội.
Từ năm 1964 trở đi, Vĩ Quốc đã chuẩn bị thành lập một trường chuyên dạy chiến lược chiến tranh; một trường như vậy được thành lập vào năm 1969. Năm 1975, ông được thăng thêm lên chức thượng tướng cấp 2, và giữ chức hiệu trưởng của Trường Đại học Quốc Phòng.  Năm 1980, Tưởng giữ chức vụ tổng trưởng bộ chỉ huy hậu cần; sau đó năm 1986, ông giải ngũ và trở thành Tổng thư ký Hội đồng An ninh Quốc gia
Sau cái chết của Tưởng Kinh Quốc, Tưởng Vĩ Quốc là đối thủ chính trị của người Đài Loan bản địa Lý Đăng Huy, và ông phản đối mạnh mẽ Phong trào bản địa hóa Đài Loan của họ Lý.  Tưởng tranh cử chức phó tổng thống với Thống đốc Đài Loan Lâm Dương Khang trong cuộc bầu cử tổng thống gián tiếp. Lý tranh cử với tư cách ứng cử viên tổng thống KMT và hạ bệ Lâm-Tưởng.

## Đời tư
Năm 1944, ông kết hôn với Thạch Tịnh Nghi, con gái của Thạch Phụng Tường (石鳳翔), một ông trùm dệt may đến từ Tây Bắc Trung Quốc. Bà chết năm 1953 khi sinh con. Vĩ Quốc sau đó thành lập trường tiểu học Chingshin (靜心小學) ở Đài Bắc để tưởng nhớ người vợ quá cố.
Năm 1957, Vĩ Quốc đi bước nữa với Khâu Như Tuyết (丘如雪), hay còn được gọi là Khâu Ái Luân (邱愛倫), một người mang hai dòng máu Hoa-Đức. Năm 1962, bà sinh cho Vĩ Quốc một người con trai duy nhất, đặt tên là Tưởng Hiếu Cương(蔣孝剛). Tưởng Hiếu Cương là con út của gia đình họ Tưởng. Tuy nhiên, sau một thời gian, hai vợ chồng ông ly thân, người vợ cũng quyết định sang Mỹ sống
Tưởng Vĩ Quốc cũng hoạt động khá tích cực trong xã hội dân sự, khi ông là người sáng lập Viện Chiến lược Trung Quốc và Hiệp hội Kinh tế và Văn hóa Trung-Đức, đồng thời là Chủ tịch Hiệp hội Bóng đá Trung Hoa Dân Quốc. Ông là chủ tịch đầu tiên của trường tiểu học Chingshin (靜心 小學) và từng là chủ tịch của Hiệp hội học sinh Hoa Kỳ-Trung Quốc.
Tưởng là Hội Tam điểm, và là Sư phụ của Grand Lodge of China từ năm 1968 đến 1969.

## Những năm cuối đời
Vào đầu những năm 1990, Tưởng Vĩ Quốc đã thành lập Ủy ban Di dời linh cữu không chính thức (奉安移靈小組) để kiến nghị với chính phủ Cộng sản cho phép cha nuôi Tưởng Giới Thạch và anh trai Tưởng Kinh Quốc được đưa về Trung Quốc đại lục. Yêu cầu của ông bị cả Chính phủ Quốc dân và Cộng sản phớt lờ, và ông đã bị người vợ góa của cha minh Tống Mỹ Linh thuyết phục từ bỏ đơn thỉnh cầu vào tháng 11 năm 1996.
Vào năm 1991, người giúp việc nhà của Tưởng, Lý Hồng Mỹ được tìm thấy đã chết trong khu nhà của Tưởng ở Đài Bắc.  Cuộc điều tra sau đó của cảnh sát đã phát hiện ra một kho dự trữ sáu mươi khẩu súng trong điền trang của Tưởng.  Bản thân Tưởng cũng thừa nhận khả năng có mối liên hệ giữa những khẩu súng và cái chết của người giúp việc, sau đó được cảnh sát phán quyết là một vụ tự sát. Vụ việc đã vĩnh viễn làm hoen ố tên tuổi của Tưởng Vĩ Quốc, vào thời điểm mà gia đình họ Tưởng ngày càng không được lòng nhân dân Đài Loan và ngay cả trong Quốc dân đảng.
Năm 1993, Tưởng Vĩ Quốc được bổ nhiệm làm cố vấn cấp cao cho Tổng thống Lý Đăng Huy bất chấp sự đối địch chính trị trước đó của họ.
Năm 1994, một bệnh viện được cho là được đặt theo tên ông (蔣緯國醫療中心) ở Tam Trì, huyện Đài Bắc (nay là thành phố Tân Bắc), sau khi một chính trị gia giấu tên quyên góp cho Tập đoàn tài chính Ruentex (潤泰企業集團), có người sáng lập đến từ Tam Trì. Các chính trị gia đã đặt câu hỏi về động cơ.
Năm 1996, ngôi nhà của Tưởng trên đất quân sự cuối cùng đã bị phá bỏ theo lệnh của chính quyền thành phố Đài Bắc dưới quyền Trần Thủy Biển. Khu đất được xây dựng vào năm 1971. Sau khi Tưởng chuyển đi nơi khác vào năm 1981, ông đã sang nhượng nó cho con trai mình. Lời biện minh là con trai ông không phải tham gia nghĩa vụ quân sự và do đó không được quyền sống ở đó.
Tưởng Vĩ Quốc qua đời ở tuổi 80, vào ngày 22 tháng 9 năm 1997, vì suy thận.  Ông đã bị tụt huyết áp phức tạp do bệnh tiểu đường sau 10 tháng điều trị tại Bệnh viện đa khoa cựu chiến binh Đài Bắc. Ông mong muốn được chôn cất tại Tô Châu ở đại lục nhưng thay vào đó được chôn cất tại Nghĩa trang Quân đội Núi Ngô Chí.